# Nīmeh Kāreh
Nīmeh Kāreh (persiska: نيمه کاره) är en ort i Iran.   Den ligger i provinsen Kermanshah, i den västra delen av landet, 500 km väster om huvudstaden Teheran. Nīmeh Kāreh ligger 1 458 meter över havet och antalet invånare är 411.
Terrängen runt Nīmeh Kāreh är kuperad åt sydväst, men åt nordost är den bergig. Runt Nīmeh Kāreh är det ganska tätbefolkat, med 72 invånare per kvadratkilometer. Närmaste större samhälle är Sharak-e Tamarkhān, 13,5 km väster om Nīmeh Kāreh. Trakten runt Nīmeh Kāreh består i huvudsak av gräsmarker.